# Хайнрих Менг
Хайнрих Менг (на немски: Heinrich Meng) е германски лекар, професор и психоаналитик.

## Биография
Роден е на 9 юли 1887 година в Хохенхърст, Германия. Когато е 2-годишен заболява от полиомиелит и е много близко до смъртта. По време на своя живот той показва склонност към полезност за другите; докато е студент, той се заинтересува от храненето и физиологията. Вегетарианец е и се присъединява към младежките движения, за да допринася за въздържаността, популярното обучение, социалната и душевна хигиена, социализма и пацифизма.
След завършване на медицинското си следване (1907 – 1911) практикува в Щутгарт. По време на Първата световна война влиза в контакт с Карл Ландауер – психоаналитик от Франкфурт. През 1921 е анализиран от Пол Федерн във Виена, анализа, която е последвана от втора с Ханс Закс в Берлин. През 1923 благодарение на влиянието на Клара Цеткин, той е призован заедно с други лекари при смъртното легло на Ленин в Кремъл. От 1929 до 1933 той и Ландауер ръководят Франкфуртският психоаналитичен институт в сътрудничество с Института за социални изследвания, на който те са съоснователи. През 1933 емигрира в Швейцария, а през 1937 става първият директор на институт за „психическа хигиена“. Той заема този пост до пенсионирането си през 1956.
Умира на 10 август 1982 година в Базел на 95-годишна възраст.